# John Britton (mártir)
John Britton (o Bretton) (f. York, 1 de abril de 1598) fue un mártir católico inglés de Barnsley, Yorkshire, que fue ejecutado durante el reinado de Isabel I. Fue beatificado en 1987,conmemorándose su día el 1 de abril.

## Biografía
Britton, miembro de la antigua y establecida familia bretona, era un católico devoto. Conocido como un católico celoso, fue sometido a continuas vejaciones y persecuciones, que lo llevaron a ausentarse de su esposa y familia por seguridad. De anciano, fue acusado de pronunciar discursos traidores contra la reina y condenado a muerte.  Se negó a renunciar a su fe y fue ejecutado en York el 1 de abril de 1598. Probablemente era el padre de Matthew Britton, prefecto y profesor en Douai en 1599.